# Mario Fernández
Mario Fernández – argentyński piłkarz, napastnik.
W 1942 roku Fernández zdobył pierwsze gole w barwach klubu San Lorenzo de Almagro, a w 1943 roku zdobył w lidze 10 bramek i uplasował się na 4. miejscu wśród graczy klubu. W 1945 roku był już graczem klubu Newell’s Old Boys Rosario.
Jako piłkarz klubu CA Independiente wziął udział w turnieju Copa América 1947, gdzie Argentyna trzeci raz z rzędu zdobyła tytuł mistrza Ameryki Południowej. Fernández zagrał w trzech meczach - z Chile (w 56 minucie zmienił na boisku José Moreno), Kolumbią (tylko w pierwszej połowie, w której zdobył bramkę - w przerwie meczu zmienił go Francisco Campana) i Urugwajem (w 86 minucie wszedł za Norberto Méndeza). Były to jedyne w jego karierze występy w barwach narodowych.
W 1947 roku zdobył w lidze argentyńskiej 22 bramki i zajął trzecie miejsce w klasyfikacji strzelców - za Alfredo Di Stéfano i René Pontonim. W 1948 roku Fernández razem z klubem Independiente zdobył tytuł mistrza Argentyny. Grał także w Kolumbii – w klubach Millonarios FC i Independiente Santa Fe.
Razem z klubem Millonarios dwa razy z rzędu zdobył tytuł mistrza Kolumbii – w 1952 i 1953 roku.
Łącznie w lidze argentyńskiej Fernández rozegrał 110 meczów i zdobył 75 bramek.